# 阿塔尔人行桥

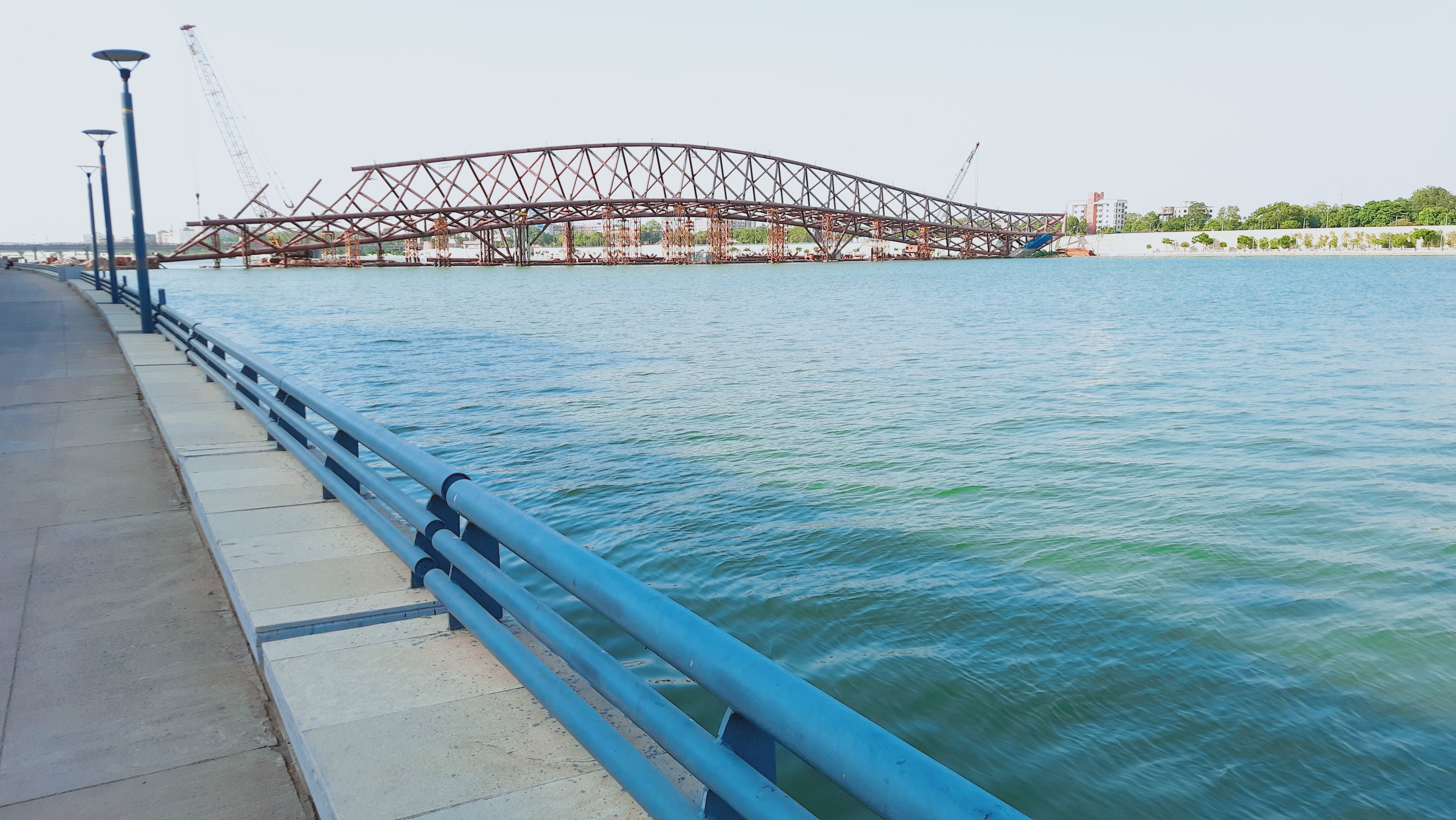
2021年六月在施工中的阿塔尔人行桥

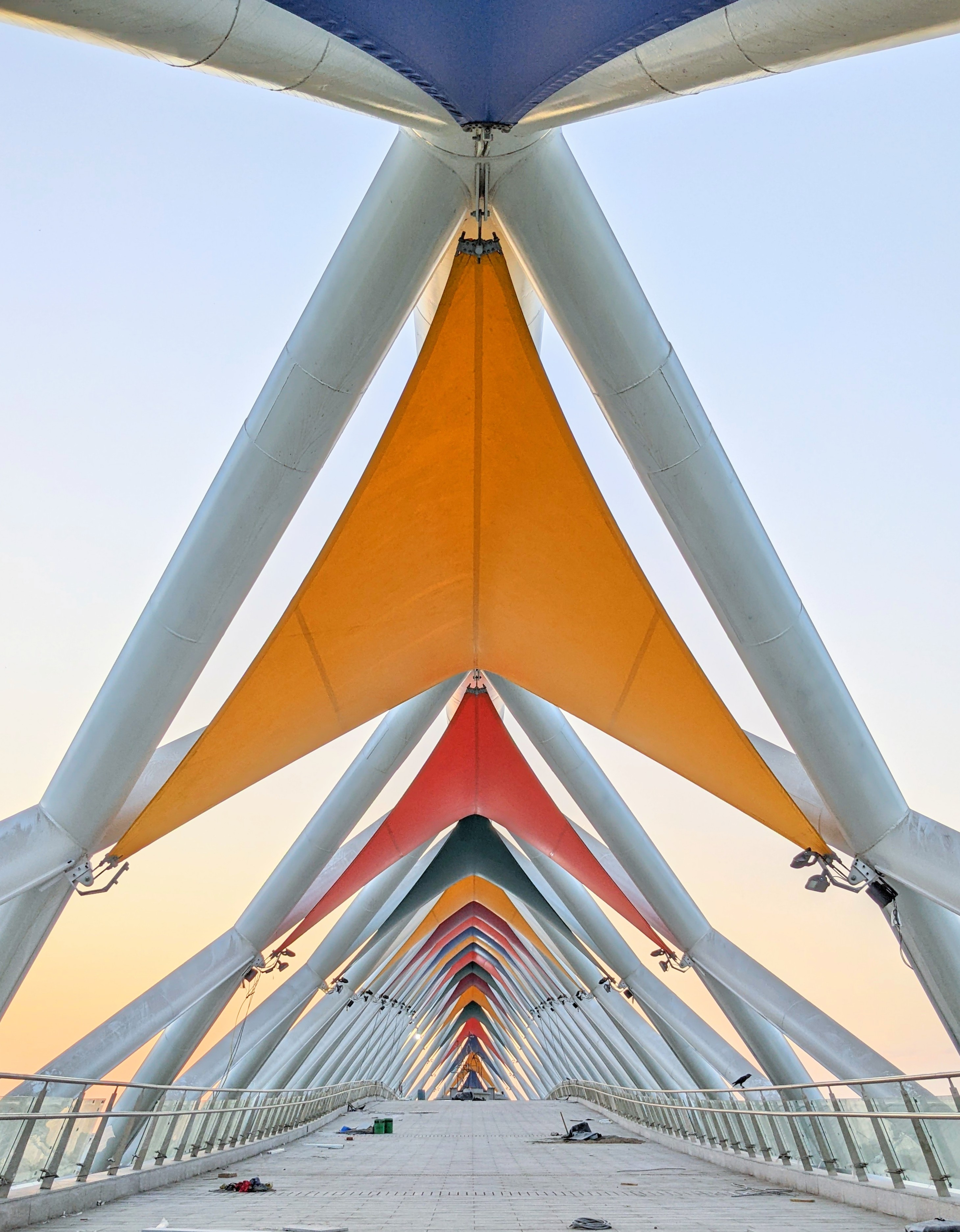
桥面

阿塔尔人行桥是印度古吉拉特邦艾哈迈达巴德的一座跨过薩巴爾馬蒂河的钢筋混凝土人行桁架桥，以第十任印度总理阿塔尔·比哈里·瓦杰帕伊的名字命名，2022年8月27日启用。